# Yle

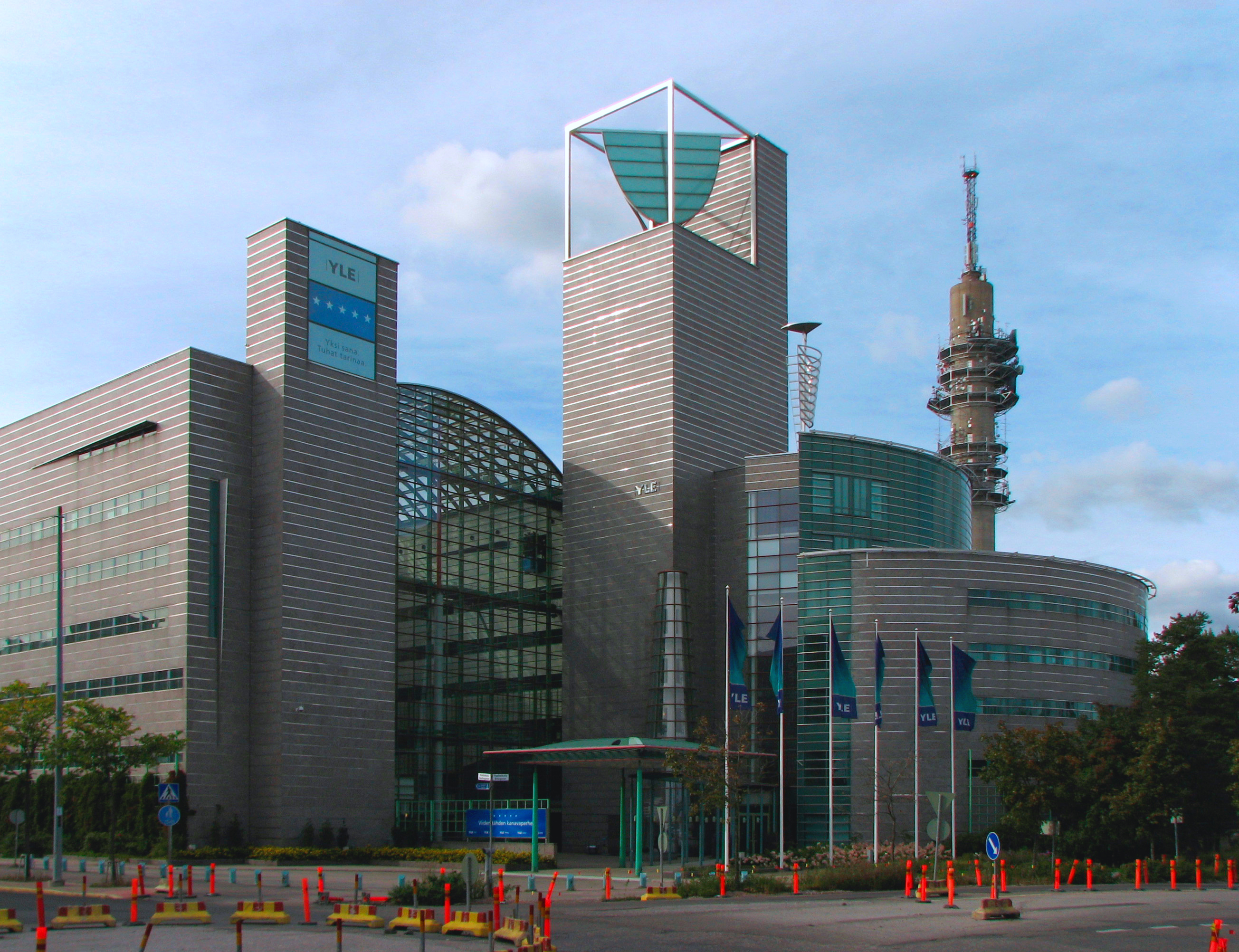
Yle huvudkvarteret, Stora Smedjan, i Västra Böle, Helsingfors.

Yle, formellt Rundradion Ab (finska: Yleisradio Oy), är Finlands public servicebolag för radio och TV, som är känt för sina nyheter, dokumentärer, drama, filmer och diskussionsprogram.
Den svenskspråkiga delen av verksamheten är koncentrerad till enheten Svenska Yle, som driver tv-kanalen Yle Fem, radiokanalerna Yle Vega och Yle X3M (uttalat "Extrem").

## Historia

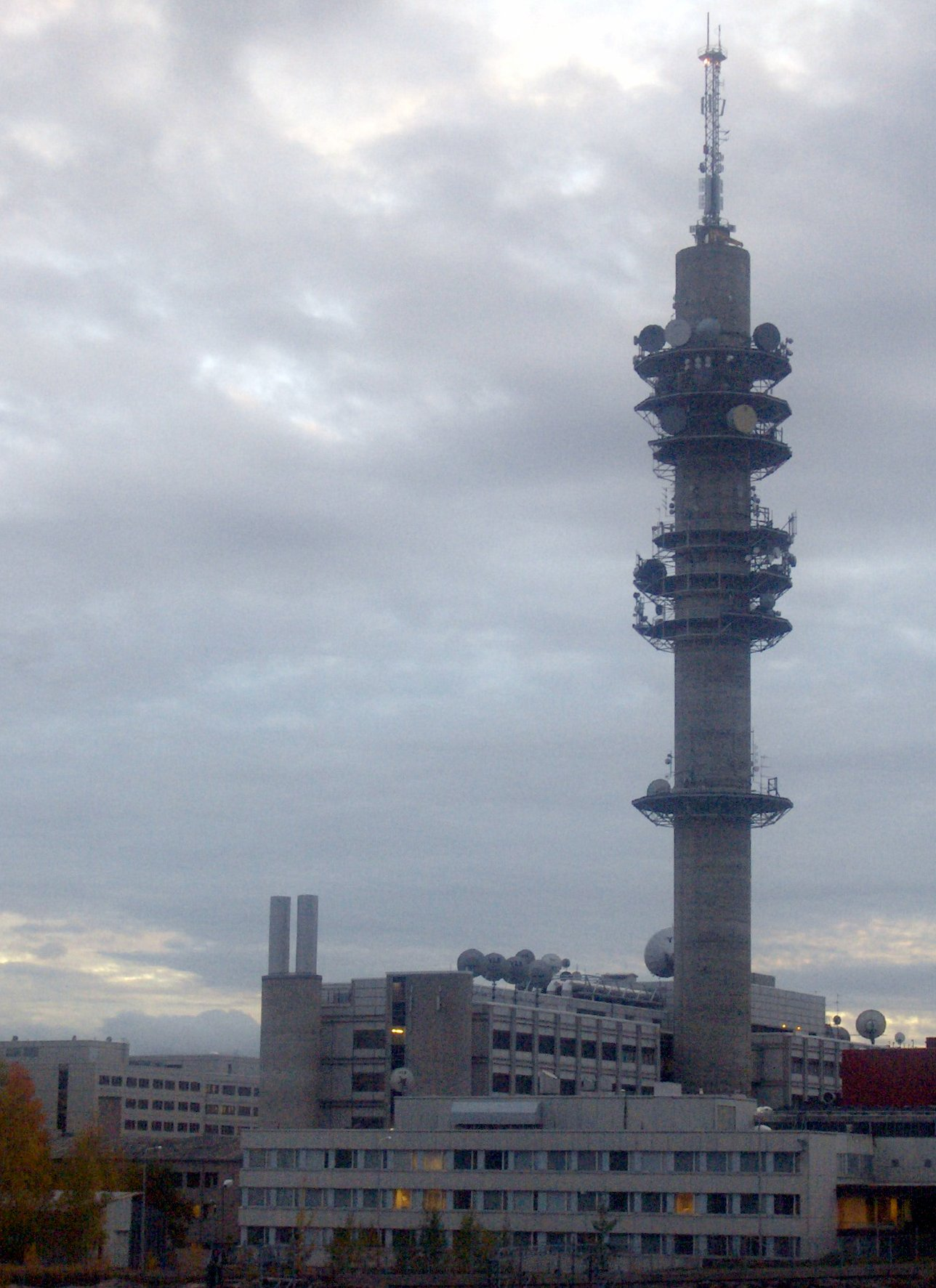
Yle sändningstorn i Västra Böle, Helsingfors.

1926 grundades O.Y. Suomen Yleisradio - A.B. Finlands Rundradio och i september samma år inleddes reguljära radiosändningar. I mitten av femtiotalet började man att experimentera med tv-sändningar och dessa permanentades 1958 i och med tillkomsten av den första kanalen, som till en början hette Suomen Televisio (Finlands Television). 1964 införlivades Tamvisio, ägd av tammerforsbaserade Tesvisio , i Yle och man beslutade sig för att bibehålla båda kanalerna, som från 1965 kom att heta Yle TV1 och Yle TV2. Färgsändningar infördes på prov 1969 och blev heltäckande mot mitten av 1970-talet.
Den reklamfinansierade tv-kanalen MTV3 (tidigare enbart MTV)  har funnits sedan 1957 och hyrde programtid i Yles kanaler fram till 1993, då man slutligen flyttade över till den tredje rikstäckande kanalen som hade startats 1986 av Yle, MTV och Nokia.
Yle arrangerade Eurovision Song Contest 2007.

## Digital TV, analog radio
Yle har fem digitala TV-kanaler och en rad radiokanaler (se nedan). Digitala radiosändningar påbörjades 1998 och avslutades 2005. Sen dess har en del av de tidigare digitala DAB-kanalerna antingen lagts ner eller övergått till att sända analogt. Vissa kanaler finns även tillgängliga i hela landet via digitala TV-marknätet. Finland övergick till digital-TV den 1 september 2007 klockan 04:00 lokal tid, men kabelhushållen kunde fortfarande se vissa baskanaler analogt till slutet av februari 2008.
Efter februari 2008 har analoga sändningar upphört i de flesta kabelnät. I vissa nät kvarstår dock analog utsändning av såväl Yles som SVT:s kanaler, till exempel i Solfs centralantennät.

## Television
Yle har tre landsomfattande TV-kanaler: Yle TV1, Yle TV2 och Yle Teema & Fem. Den sistnämnda är en linjär-TV-kombination av svenskspråkiga Yle Fem och kunskaps- och kulturkanalen Yle Teema.

### Kanalhistorik
1986–1992 deltog Yle även i Kolmoskanava, innan den kanalen helt överläts på MTV3.
I samband med starten av digital-TV år 2001 startade Yle tre nya kanaler: nyhetskanalen YLE24, svenska kanalen FST5 och kunskaps- och kulturkanalen Yle Teema. YLE24 ersattes 2007 av YLE Extra, som drogs in i början av 2008 som en sparåtgärd av Rundradion. En kortare period efter YLE Extras indragning sändes TV1+ på kanalplatsen. TV1+ hade samma innehåll som Yle TV1 med enda skillnad att textningen av utländska program var fastbränd i bilden. År 2017 kombinerades Yle Fem och Yle Teema på en kanalplats, men fortsatte som separata varumärken.

### Utanför Finland
TV Finland är en sammanfattning av Yles inhemska program som finns tillgänglig i delar av Sverige i det digitala marknätet samt via kabel.

## Radio
Sedan 2024 har Yle fem nationella radiokanaler: Yle Radio Suomi, Yle Radio 1, YleX, Yle Vega och Yle X3M. De två sistnämnda är svenskspråkiga. Yle Vega har regionala sändningar. Yle Puhe lades ner i januari 2024.
Vidare finns även Yle Mondo (program från utländska radiokanaler; tillgänglig analogt i huvudstadsregionen och via digitala TV-marknätet), Yle Klassinen (tillgänglig via digitala TV-marknätet) och Yle Sámi Radio (tillgänglig analogt i norra delar av landet).

## Video och ljud på webben
Alla Yles radiokanaler är streamade direkt på webbtjänsten Yle Arenan, där också en stor del av TV-programmen finns tillgängliga efter att de sänts i TV. Gamla program finns tillgängliga i Yle Arkivet, som är den svenskspråkiga delen av den större finskspråkiga tjänsten Yle Elävä arkisto (ung "Levande Arkivet"). Av upphovsrättsliga skäl är delar av utbudet dock nåbara endast inom Finlands gränser, men det varierar från program till program.
Svenska Yle har satsat på temawebbplatser såsom Webbdoktorn (hälsa och sjukdomar), Bondbloggen (jordbruk) samt Vetamix, som är en materialbank för lärare.

### Mobilapplikationer
- Yle Arenan (Android, iOS, WP8)
- Lasten Areena (Android, iOS)
- Yle Nyhetskollen (Android, iOS, WP)
- Yle.fi-appen (Android, IOS)
- Pikku Kakkonen (Android, iOS)
- Pikku Kakkosen Eskari (Android, iOS)
- BUU-klubben (Android, iOS)
- Yle Språkskolan (Android, iOS), lanserad 2020, app för att lära sig finska eller svenska med Yle-program. Bygger på samma teknik som SVT:s SpråkPlay.[6]
- Galaxi (Android, iOS)
- Lahjoita puhetta (Android, iOS)
- Yle AR (Android, iOS)